# 造影劑
造影劑（contrast medium）又稱放射造影劑（radiocontrast agent）、對比劑，常誤作“顯影劑”，是一種X光無法穿透的藥劑，用於讓體內器官在X光檢查時能看得更清楚。例如消化道攝影時，醫生會讓患者喝下一杯顯影劑溶液（大多含硫酸鋇），然後用各種角度照相，就能讓胃腸道看得很清楚。除了用喝的方式以外，顯影劑也可以做成灌腸、注射等劑型，用來突顯不同的器官或部位。

## 備註
1. ↑  嚴格來說，“顯影劑”在此是錯誤的稱呼，顯影劑正確對應的術語是 developing agent 或 developer，日常上常見的是冲洗負片或膠捲使原本看不見的物像顯現的化學品[3]。而“造影劑”是注射入空腔後人為製造出影像的診斷用藥；即原本沒有影像，卻“憑藥製造”出影像。